# Gordana Turić
Gordana Turić (r. Sulić) (Zagreb, 15. veljače 1946.) je hrvatska političarka i spisateljica, rodom iz Imotske krajine.
U Zagrebu je završila gimnaziju i srednju glazbenu školu. Na Rudarsko-geološko-naftnom fakultetu diplomirala je geologiju te poslije na istoj ustanovi i magistrirala.

## Politička karijera
U godinama kad se stvarala današnja samostalna Hrvatska, aktivirala se je u politici. Turić je bila izabrana za 
zastupnicu Hrvatske demokratske zajednice u prvom (1990. – 1992.) te drugom sazivu Zastupničkog doma Hrvatskog sabora (1992. – 1995.).
Djelovala je i u udruzi »Hrvatska žena«. Bila je članicom Komisije za istraživanje žrtava Drugoga svjetskog rata i poraća.
Bila je predsjednica Vijeća za utvrđivanje poratnih žrtava komunističkog sustava ubijenih u inozemstvu.
Autorica je Zakona o pravima hrvatskih branitelja iz Domovinskog rata.

## Književna karijera
Autorica je koja je svojim pisanjem otela zaboravu brojne hrvatske branitelje.
Nakon smrti njena sina, dala se u pisanje kojim kani napraviti literarni hommage brojnima koji su poginuli za hrvatsku državu. Tako je u svojoj knjizi U viteza krunica od pet svezaka, na kojima je radila šest godina, potanko je opisala životne pute 1235 branitelja sa zagrebačkog područja te njenog najstarijeg sina Zdeslava Turića, koji je poginuo skupa s trojicom suboraca kod Benkovca 1. kolovoza 1991. godine, sina idealista, idealista slobode.

## Nagrade
- 2009. Nagrada Bili smo prvi kad je trebalo[6]

## Djela
- U vitezu krunica, 1995.
- U temelju kamen" - "Spomenice žrtvama idealu hrvatske države iz Imotske krajine drugi svjetski rat i poraće" i "Domovinski rat[7]

## Vanjske poveznice
- Podbablje.hr[neaktivna poveznica] Žrtve rata i poraća - Kamen Most. Iz knjige: "U temelju kamen" - Gordana Turić.
- Slobodna Dalmacija Razgovor: Gordana Turić/Domovina je naše bogatstvo, a mnogi opet ne žele Hrvatsku!, Piše: Snježana Šetka, 31. listopada 2000.